# 八王子エルシィ
八王子エルシィ（はちおうじエルシィ）は、東京都八王子市にある結婚式場および宴会場である。

## 歴史・概要
国道16号と国道20号が交差する八日町4丁目交差点角にある東京都八王子市八日町6-7に1960年（昭和35年）12月10日に開店したまるき百貨店が1968年（昭和43年）10月1日に閉店した。
まるき百貨店の閉店後、同所に八王子岡島が百貨店を開店したが、わずか1年余の営業で1970年（昭和45年）2月5日閉店した。
そのため、後継として1965年（昭和40年）に川崎市中原区武蔵小杉で開業した小杉会館が、1971年（昭和46年）5月に結婚式場および宴会場の小杉会館八王子店を開業した。
1981年（昭和56年）に本店がエレガント・ ライフ・シティ(Elegant・Life・City)の頭文字エルシィ(ELLCY)をとってホテルザ・エルシィ武蔵小杉として宿泊施設や宴会場をもつホテルとなったため、現在の名称である八王子エルシィに改称する。
2000年（平成12年）に株式会社八王子エルシィを設立して分離独立した。
毎年夏期に八王子市内唯一のビアガーデンを屋上庭園で開催し、八王子仏教会などが開催する釈迦の誕生を祝う花まつりも開催されている。
2018年にはエスエストラストとコラボした看板を駐車場に設置した。